# ウィリアム・フィリップス (外交官)

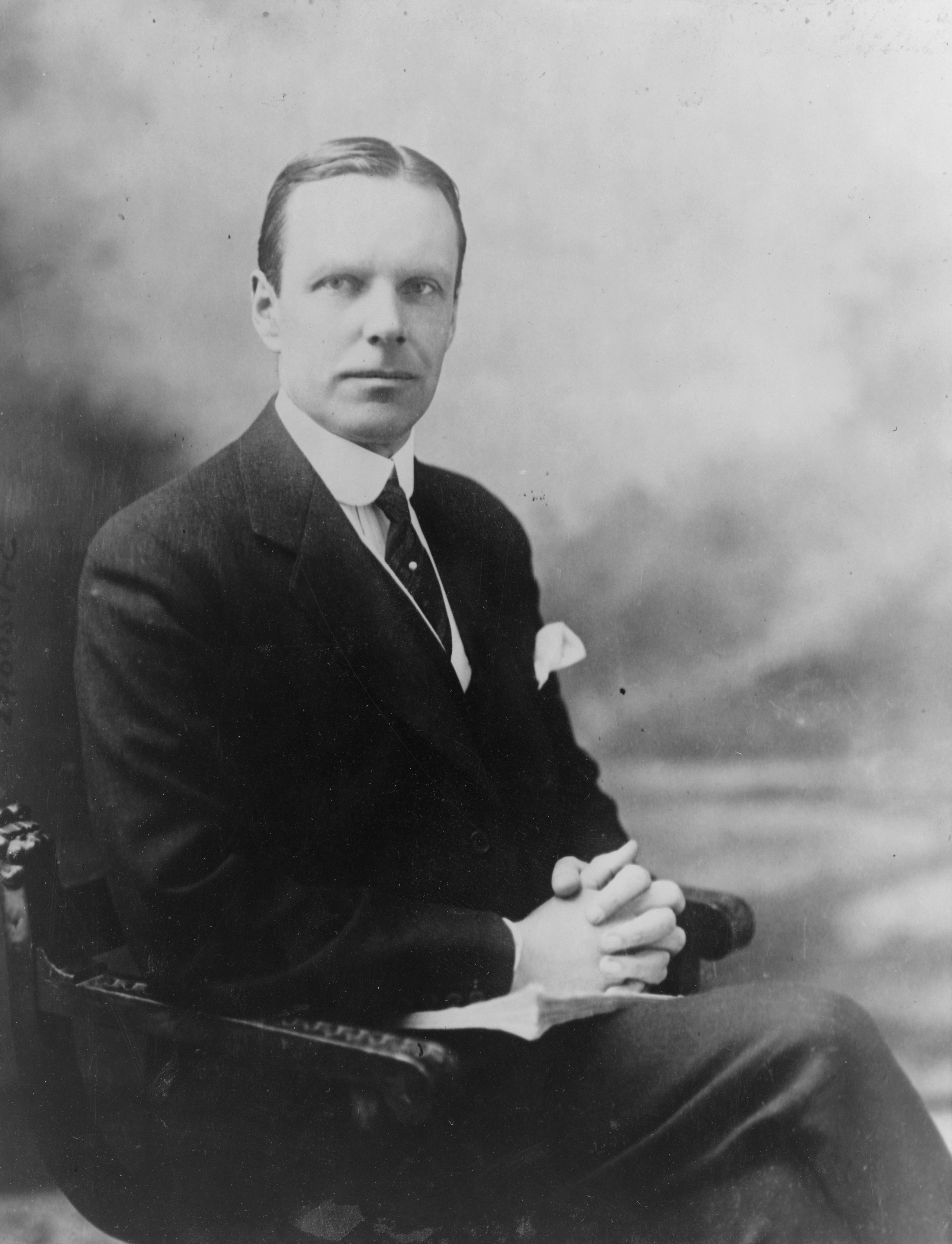
ウィリアム・フィリップス

ウィリアム・フィリップス（William Phillips, 1878年5月30日 - 1968年2月23日）は、アメリカ合衆国の外交官。1922年から1924年まで、および1933年から1936年までアメリカ合衆国国務次官を務めた。

## 生涯
1878年、フィリップスはマサチューセッツ州ベヴァリーにおいて誕生した。フィリップスは1900年にハーバード大学に入学し、1903年にハーバード大学法学大学院を修了した。大学院修了後、フィリップスは駐イギリス大使ジョーゼフ・ホッジス・チョートの下で事務員となり、ロンドンで公職生活を開始した。フィリップスとチョートは、マサチューセッツ州時代に家族ぐるみの親交があった。
1905年、フィリップスは中国の北京において公使館の事務員となった。中国駐在中の1908年、国務省において極東部が新設されると、フィリップスは初代部長に任命された。1909年、フィリップスはロンドンでの業務に復帰した。
1917年、フィリップスはウッドロウ・ウィルソン大統領の下で国務次官補に任命された。フィリップスは1920年まで国務次官補を務めた。1920年、フィリップスは駐オランダ公使および駐ルクセンブルク公使に任命された。フィリップスはハーグに居住し、1922年まで同職を務めた。
1922年、フィリップスは国務次官に任命され、1924年まで同職を務めた。1924年、フィリップスは駐ベルギー大使および駐ルクセンブルク公使に任命された。フィリップスはブリュッセルに居住し、1927年まで同職を務めた。1927年、フィリップスは駐カナダ公使に任命され、1929年まで同職を務めた。
1936年、フィリップスは駐イタリア大使に任命された。フィリップスは第二次エチオピア戦争によって悪化した合衆国とイタリアがとの関係を円滑にすることに努めた。1941年、フィリップスは合衆国がイタリアに宣戦布告する直前に大使職を辞任した。フィリップスは翌1942年、ロンドンの戦略情報局で局長に就任した。
1942年10月、フィリップスはフランクリン・ルーズベルトの個人使節に任命され、インドに赴任した。フィリップスはインドのイギリスからの独立を支持する見解を持っていたために、特にイギリス人からの評判が悪いとされていた。
1944年、フィリップスは外交官職を退い、1945年に国務長官エドワード・ステティニアスの特別補佐となった。1946年、フィリップスはパレスチナ問題に関する米英委員会で委員を務め、パレスチナの分割に反対した。1947年、フィリップスはタイ王国とフランス領インドシナとの間の国境問題を仲裁したが、失敗に終わった。